# De Havilland Moth
Де Хэвилленд «Мос» (англ. De Havilland Moth — моль, мотылёк) — серия лёгких самолётов, спроектированных Джеффри де Хэвиллендом. В конце 1920-х и в 1930-е годы представители этой серии были самыми распространёнными гражданскими самолётами в Великобритании, и часто под «Мот» подразумевается любой легкий самолёт, вне зависимости от производителя.
Первым самолётом, получившим это имя, стал DH.60 — двухместный биплан. Для экономии места при хранении крылья самолёта складывались назад вдоль фюзеляжа, что по замечанию Джеффри де Хэвилленда, ярого лепидоптериста, делало самолёт похожим на мотылька.
«Мотылёк» стал первым самолётом, широко использовавшимся в гражданских целях и одним из первых самолётов, запущенных в массовое производство, что сделало его гораздо более доступным по сравнению с другими самолётами.
Первые варианты названия самолётов серии появились в связи с различием типов двигателей, применяемых на DH.60. Варианты с двигателями Cirrus Hermes, Armstrong Siddeley Genet и de Havilland Gipsy получили названия Hermes Moth, Genet Moth и Gipsy Moth соответственно, а первоначальный DH.60 с двигателем ADC Cirrus стал именоваться Cirrus Moth. Используя популярность названия самолётов этой серии, де Хэвиленд стал добавлять к названию всех своих новых самолётов слово «Moth». Таким образом, сначала появился DH.61 — большой пассажирский биплан, получивший название Giant Moth, затем последовали Leopard Moth и Hornet Moth — бипланы с закрытой кабиной, и монопланы Puss Moth и Moth Minor. Самым известным «Мотыльком» стал DH.82 Tiger Moth — учебно-тренировочный биплан, использовавшийся Королевскими военно-воздушными силами Великобритании во время Второй мировой войны
| Название                      | Тип    | Примечания           | Выпущено, шт. | Назван в честь                           |
| ----------------------------- | ------ | -------------------- | ------------- | ---------------------------------------- |
| Moth, Gipsy Moth и Moth Major | DH.60  | биплан               | несколько     | Lymantria dispar                         |
| Giant Moth                    | DH.61  | биплан, 8 пассажиров | 10            |                                          |
| Tiger Moth Racer              | DH.71  | моноплан             | 2             | одной из Arctiinae                       |
| Hawk Moth                     | DH.75  | моноплан, 4 места    | 8             | одной из Sphingidae                      |
| Puss Moth                     | DH.80A | моноплан             | 284           | Megalopyge opercularis или Cerura vinula |
| Swallow Moth                  | DH.81  | моноплан             | 1             |                                          |
| Tiger Moth                    | DH.82  | биплан               | 8,868         | одной из Arctiinae                       |
| Fox Moth                      | DH.83  | биплан               | 154           | Macrothylacia rubi                       |
| Leopard Moth                  | DH.85  | моноплан             | 133           | Zeuzera pyrina или Hypercompe scribonia  |
| Hornet Moth                   | DH.87  | биплан               | 164           | Sesia apiformis                          |
| Moth Minor                    | DH.94  | моноплан             | около 140     |                                          |

Прототип лёгкого пассажирского самолёта DH.84 Dragon первоначально именовался "Dragon Moth", но позже слово "moth" было убрано из его названия, поскольку предназначалось только для спортивных самолётов.